# Lankaran (quận)
Lankaran (tiếng Azerbaijan: Lənkəran) là một quận thuộc Azerbaijan. Dân số thời điểm năm 2012 là 189929 người.